# Camille Abily
Camille Anne Françoise Abily, född 5 december 1984 i Rennes, är en fransk före detta fotbollsspelare. Hon spelade senast för Lyon i Division 1 Féminine. Hon spelade i första hand som offensiv mittfältare. Abily gjorde sin landslagsdebut för det franska landslaget den 26 september 2001 i en match mot Nederländerna.